# Championnat international de Formule 3000 1985
Navigation
1984 1986
Le championnat international de F3000 1985 était la première édition du championnat international de F3000, créé en remplacement du championnat d'Europe de Formule 2. Il a été remporté par l'Allemand Christian Danner, sur une March-Cosworth de l'écurie BS Automotive.

## Règlement sportif
- Seuls les huit meilleurs résultats sont retenus.
- L'attribution des points s'effectue selon le barème 9,6,4,3,2,1 (comme en Formule 1 à la même période).

## Engagés
| Equipe                               | Voiture                 | No. | Pilote                | Manches      |
| ------------------------------------ | ----------------------- | --- | --------------------- | ------------ |
| Ralt Racing Ltd                      | Ralt RT20 Cosworth      | 1   | Mike Thackwell        | Toutes       |
| Ralt Racing Ltd                      | Ralt RT20 Cosworth      | 2   | John Nielsen          | Toutes       |
| Equipe Oreca                         | March 85B Cosworth      | 3   | Michel Ferté          | Toutes       |
| Equipe Oreca                         | March 85B Cosworth      | 4   | Pierre Chauvet        | 1, 10        |
| Equipe Oreca                         | March 85B Cosworth      | 4   | Olivier Grouillard    | 2-9          |
| Equipe Oreca                         | March 85B Cosworth      | 4   | Pascal Fabre          | 11           |
| Equipe Oreca                         | March 85B Cosworth      | 35  | Alain Ferté           | 11           |
| Automobiles Gonfaronnaises Sportives | AGS JH20 Cosworth       | 5   | Philippe Streiff      | Toutes       |
| BS Automotive                        | March 85B Cosworth      | 7   | Tomas Kaiser          | 1-4, 8-11    |
| BS Automotive                        | March 85B Cosworth      | 7   | Jean-Philippe Grand   | 5-6          |
| BS Automotive                        | March 85B Cosworth      | 7   | Philippe Alliot       | 7            |
| BS Automotive                        | March 85B Cosworth      | 8   | Christian Danner      | Toutes       |
| Onyx                                 | March 85B Cosworth      | 9   | Emanuele Pirro        | Toutes       |
| Onyx                                 | March 85B Cosworth      | 10  | Johnny Dumfries       | 1-4          |
| Onyx                                 | March 85B Cosworth      | 10  | Mario Hytten          | 5-11         |
| Sanremo Racing                       | March 85B Cosworth      | 13  | Gabriele Tarquini     | Toutes       |
| Sanremo Racing                       | March 85B Cosworth      | 14  | Alessandro Santin     | 1-4, 8-11    |
| Sanremo Racing                       | March 85B Cosworth      | 14  | Ivan Capelli          | 5            |
| Sanremo Racing                       | March 85B Cosworth      | 14  | Aldo Bertuzzi         | 7            |
| Sanremo Racing                       | March 85B Cosworth      | 33  | Roberto Del Castello  | 2-4          |
| Sanremo Racing                       | March 85B Cosworth      | 33  | Guido Daccò           | 5-11         |
| Lola Motorsport                      | Lola T950 Cosworth      | 15  | Alain Ferté           | 1-4          |
| Lola Motorsport                      | Lola T950 Cosworth      | 15  | Johnny Dumfries       | 6-7          |
| Lola Motorsport                      | Lola T950 Cosworth      | 15  | Philippe Streiff      | 8            |
| Lola Motorsport                      | Lola T950 Cosworth      | 15  | James Weaver          | 9-10         |
| Lola Motorsport                      | Lola T950 Cosworth      | 15  | Val Musetti           | 11           |
| Lola Motorsport                      | Lola T950 Cosworth      | 16  | Mario Hytten          | 1            |
| Lola Motorsport                      | Lola T950 Cosworth      | 16  | Fulvio Ballabio       | 11           |
| PMC Motorsport                       | Williams FW08C Cosworth | 17  | Thierry Tassin        | 1-2          |
| PMC Motorsport                       | Williams FW08C Cosworth | 18  | Lamberto Leoni        | 1-2, 4-7     |
| Barron Racing                        | Tyrrell 012 Cosworth    | 19  | Claudio Langes        | 1-2          |
| Barron Racing                        | Tyrrell 012 Cosworth    | 20  | Roberto Moreno        | 1-4          |
| Corbari Italia                       | Lola T950 Cosworth      | 21  | Juan Manuel Fangio II | 2-6          |
| Corbari Italia                       | Lola T950 Cosworth      | 22  | Mario Hytten          | 2-4          |
| Corbari Italia                       | March 85B Cosworth      | 21  | Juan Manuel Fangio II | 7-8          |
| Corbari Italia                       | March 85B Cosworth      | 21  | Max Busslinger        | 9-10         |
| Corbari Italia                       | March 85B Cosworth      | 21  | Stefano Livio         | 11           |
| Corbari Italia                       | March 85B Cosworth      | 22  | Alain Ferté           | 5-7          |
| Corbari Italia                       | March 85B Cosworth      | 22  | Lamberto Leoni        | 8-11         |
| Ekström Racing                       | March 85B Cosworth      | 23  | Eric Lang             | 2, 11        |
| Eddie Jordan Racing                  | March 85B Cosworth      | 25  | Thierry Tassin        | 3, 6-7, 9-11 |
| Roger Cowman                         | Arrows A6 Cosworth      | 26  | Slim Borgudd          | 2, 4, 6, 11  |
| Genoa Racing                         | March 85B Cosworth      | 34  | Ivan Capelli          | 4, 6-11      |

## Calendrier
| No. | Date         | Evenement                    | Circuit                      | Lieu               | Pays        |
| --- | ------------ | ---------------------------- | ---------------------------- | ------------------ | ----------- |
| 1   | 24 mars      | BRDC International Trophy    | Circuit de Silverstone       | Silverstone        | Royaume-Uni |
| 2   | 8 avril      | Jochen Rindt Trophy          | Circuit de Thruxton          | Andover            | Royaume-Uni |
| 3   | 21 avril     | F1 Grand Prix du Portugal    | Autódromo do Estoril         | Estoril            | Portugal    |
| 4   | 12 mai       | Gran Premio di Roma          | Circuit de Vallelunga        | Campagnano di Roma | Italie      |
| 5   | 27 mai       | Grand Prix de Pau            | Circuit de Pau-Ville         | Pau                | France      |
| 6   | 2 juin       | Grand Prix F3000 de Belgique | Circuit de Spa-Francorchamps | Francorchamps      | Belgique    |
| 7   | 30 juin      | Grand Prix F3000 de Dijon    | Circuit de Dijon-Prenois     | Prenois            | France      |
| 8   | 28 juillet   | Gran Premio del Mediterraneo | Autodromo di Pergusa         | Enna               | Italie      |
| 9   | 17 août      | F1 Grand Prix d'Autriche     | Österreichring               | Spielberg          | Autriche    |
| 10  | 24 août      | F1 Grand Prix des Pays-Bas   | Circuit de Zandvoort         | Zandvoort          | Pays-Bas    |
| 11  | 22 septembre | Donington                    | Donington Park               | Castle Donington   | Royaume-Uni |

## Résultats
| No. | Course                        | Pole position    | Meilleur tour    | Pilote vainqueur | Equipe gagnante  |
| --- | ----------------------------- | ---------------- | ---------------- | ---------------- | ---------------- |
| 1   | BRDC International Trophy     | Michel Ferté     | John Nielsen     | Mike Thackwell   | Ralt Racing Ltd. |
| 2   | Jochen Rindt Trophy           | Mike Thackwell   | Christian Danner | Emanuele Pirro   | Onyx             |
| 3   | F1 Grand Prix du Portugal     | Mike Thackwell   | Mike Thackwell   | John Nielsen     | Ralt Racing Ltd. |
| 4   | Gran Premio di Roma           | Mike Thackwell   | Emanuele Pirro   | Emanuele Pirro   | Onyx             |
| 5   | Grand Prix de Pau             | Emanuele Pirro   | Christian Danner | Christian Danner | BS Automotive    |
| 6   | Grand Prix F3000 de Belgique  | Michel Ferté     | Mike Thackwell   | Mike Thackwell   | Ralt Racing Ltd. |
| 7   | Grand Prix F3000 de Dijon     | John Nielsen     | Thierry Tassin   | Christian Danner | BS Automotive    |
| 8   | Gran Premio dell Mediterraneo | Mike Thackwell   | Christian Danner | Mike Thackwell   | Ralt Racing Ltd. |
| 9   | F1 Grand Prix d'Autriche      | Christian Danner | Mike Thackwell   | Ivan Capelli     | Genoa Racing     |
| 10  | F1 Grand Prix des Pays-Bas    | Christian Danner | Christian Danner | Christian Danner | BS Automotive    |
| 11  | Donington                     | Mike Thackwell   | Ivan Capelli     | Christian Danner | BS Automotive    |

## Classement des pilotes
| Classement | Pilote                | Pays             | Voiture                          | Écurie                        | Nombre de points |
| ---------- | --------------------- | ---------------- | -------------------------------- | ----------------------------- | ---------------- |
| 1er        | Christian Danner      | Allemagne        | March-Cosworth                   | BS Automotive                 | 51 (52)          |
| 2e         | Mike Thackwell        | Nouvelle-Zélande | Ralt-Cosworth                    | Ralt                          | 45               |
| 3e         | Emanuele Pirro        | Italie           | March-Cosworth                   | Onyx                          | 38               |
| 4e         | John Nielsen          | Danemark         | Ralt-Cosworth                    | Ralt                          | 34               |
| 5e         | Michel Ferté          | France           | March-Cosworth                   | Oreca                         | 17               |
| 6e         | Gabriele Tarquini     | Italie           | March-Cosworth                   | San Remo                      | 14               |
| 7e         | Ivan Capelli          | Italie           | March-Cosworth                   | Genoa                         | 13               |
| 8e         | Philippe Streiff      | France           | AGS-Cosworth                     | AGS                           | 12               |
| 9e         | Alain Ferté           | France           | March-Cosworth                   | Corbari Italia                | 10               |
| 10e        | Mario Hytten          | Suède            | March-Cosworth                   | Onyx                          | 8                |
| 11e        | Lamberto Leoni        | Italie           | Williams-Cosworth March-Cosworth | PMC Motorsport Corbari Italia | 8                |
| 12e        | Olivier Grouillard    | France           | March-Cosworth                   | Oreca                         | 7                |
| 13e        | Guido Dacco           | Italie           | March-Cosworth                   | San Remo                      | 6                |
| 14e        | Thomas Kaiser         | Suède            | March-Cosworth                   | BS Automotive                 | 3                |
| 15e        | Roberto Moreno        | Brésil           | Tyrrell-Cosworth                 | Barron Racing                 | 3                |
| 16e        | Johnny Dumfries       | Royaume-Uni      | March-Cosworth                   | Onyx                          | 1                |
| 16e        | Juan Manuel Fangio II | Argentine        | Lola-Cosworth                    | Corbari Italia                | 1                |
| 16e        | Philippe Alliot       | France           | March-Cosworth                   | BS Automotive                 | 1                |
| 16e        | Thierry Tassin        | Belgique         | March-Cosworth                   | Jordan                        | 1                |